# Герб Амурского района
Герб Аму́рского муниципального района Хабаровского края Российской Федерации — опознавательно-правовой знак, служащий официальным символом муниципального образования.
Герб утверждён 27 декабря 2006 года решением Совета депутатов Амурского муниципального района № 297.
Герб подлежит внесению в Государственный геральдический регистр Российской Федерации.

## Описание герба и его символики
Герб выполнен на щите французской геральдической формы жёлтого цвета.
В центре щита расположен стилизованный знак жёлтого цвета в виде цветущего дерева.
Щит разделён вертикально по центру на две части и два геральдических цвета, (лазурь, синий цвет и кобальт, зелёный цвет).
При исполнении герба применены три геральдических цвета: один металл (золото, жёлтый цвет) и две финифти (лазурь, синий цвет и кобальт, зелёный цвет):
— жёлтый (золото) — цвет солнца, символ справедливости, великодушия, богатства природных ресурсов;
— лазурь (синий) — символ красоты, мягкости величия, символизирует цвет неба, а также водные ресурсы района;
— кобальт (зелёный) — цвет плодородия, изобилия, а также лесные ресурсы района.
Герб составлен по определённым геральдическим правилам и отражает специфику района связанную с лесом и промышленно переработке его ресурсов:
В центре герба стилизованное изображение дерева, как олицетворение возрождения Амурского района. (Растущее дерево является символом движения, роста, возрождения и движения вверх к свету и светлому будущему. О наличии потенциала говорит хорошо развитая корневая система). Ветви дерева (это муниципальные образования района), переплетаясь образуют мощный устойчивый ствол. На ветвях покоится пышная крона. (Очертания кроны повторяют стилизованный контур Амурского района).

## История герба
27 января 1998 года было принято решение Совета депутатов района «О конкурсе на проект герба г. Амурска с Амурским районом».
Победителем конкурса на лучший проект герба Амурского района стал Член союза художников России Валерий Александрович Суслов, который изобразил на гербе щит в два цвета — зелёный и синий (символы тайги и водоёмов), в середине щита — дуб с одиннадцатью ветвями (11 населённых пунктов) и кроной (картографическое изображение района).
Впоследствии, когда количество муниципальных образований района сократилось до десяти, видоизменилось описание герба (стало десять ветвей у дуба).
Герб района был утверждён в 2006 году. В описании герба его главная фигура уже не акцентировалась как «дуб», а именовалось «цветущим деревом», количество ветвей не указывалось.